# Rayada de Asturias
Rayada de Asturias es el nombre de una variedad cultivar de manzano (Malus domestica). Esta manzana es originaria de Galicia, está cultivada en la colección de árboles frutales y banco de germoplasma de Mabegondo con el N.º 200; ejemplares procedentes de esquejes localizados en Saidres (municipio de Silleda) (Pontevedra).

## Sinónimos
- "ManzanaRayada de Asturias",[4][5]
- "Maceira Rayada de Asturias".

## Características
El manzano de la variedad 'Rayada de Asturias' tiene un vigor elevado. Tamaño grande y porte erguido.
Época de inicio de brotación a partir del 11 de abril y de floración a partir de 25 de abril.
Las hojas tienen una longitud del limbo de tamaño medio, con la máxima anchura del limbo media. Longitud de las estípulas es larga y la máxima anchura de las estípulas es media. Denticulación del borde del limbo es serrado, con la forma del ápice del limbo mucronado y la forma de la base del limbo es obtuso. Con subestípulas presentes.
Sus flores tienen una longitud de los pétalos media, anchura de los pétalos es media, disposición de los pétalos en contacto entre sí, con una longitud del pedúnculo corta.
La variedad de manzana 'Rayada de Asturias' tiene un fruto de tamaño grande, de forma plana-globosa, de color bicolor, con chapa rayada, e intensidad media. Epidermis de textura suave con pruina en su superficie, y con presencia de cera media. Sensibilidad al "russeting" (pardeamiento áspero superficial que presentan algunas variedades) poco sensible. Con lenticelas de tamaño mediano.
Los sépalos están dispuestos de forma parcialmente replegados, variable en su base; fosa calicina poco profunda de una anchura media. Pedúnculo de grosor medio y de longitud corto, siendo la cavidad peduncular de una profundidad media y de anchura media. Con pulpa de color blanca, de firmeza es intermedia y textura intermedia; su jugosidad es jugosa con sabor de acidez media a baja, su dulzor es dulce, y aromática.
Época de maduración y recolección a partir del 9 de septiembre. 'Rayada de Asturias' es una manzana que se utiliza como fruta de mesa.

## Susceptibilidades
- Oidio: ataque débil
- Moteado: no presenta
- Raíces aéreas: no presenta
- Momificado: no presenta
- Pulgón lanígero: ataque débil
- Pulgón verde: ataque débil
- Araña roja: no presenta
- Chancro del manzano: no presenta[3]